# Сэндс, Ливан
Ливан Сэндс (англ. Leevan Sands; род. 16 августа 1981, Нассау) — багамский легкоатлет, специалист по тройным прыжкам и прыжкам в длину. Выступал на профессиональном уровне в 1997—2023 годах, обладатель бронзовой медали Олимпийских игр в Пекине, бронзовый призёр чемпионата мира и Игр Содружества, серебряный призёр Панамериканских игр, победитель Центральноамериканских и Карибских игр, действующий рекордсмен Багамских Островов в тройном прыжке.

## Биография
Ливан Сэндс родился 16 августа 1981 года в Нассау, Багамские Острова. Учился в старшей школе при Флоридской воздушной академии, затем посещал Barton Community College, окончил Обернский университет. Позднее представлял легкоатлетический клуб Mizuno из Осаки. На протяжении большей части карьеры проходил подготовку под руководством тренера Генри Ролла.
Начиная с 1997 года постоянно входил в состав багамской сборной по лёгкой атлетике, успешно выступал на юношеских турнирах в прыжках в длину и тройных прыжках.
В 1998 году прыгал тройным на юниорском мировом первенстве в Анси.
В 1999 году в той же дисциплине занял шестое место на Панамериканских играх в Виннипеге.
В 2000 году прыгал в длину и тройным на юниорском мировом первенстве в Сантьяго, во втором случае стал пятым.
В 2001 году в прыжках в длину среди прочего выиграл серебряную медаль на чемпионате Центральной Америки и Карибского бассейна в Гватемале.
В 2002 году в тройном прыжке завоевал бронзовую награду на Играх Содружества в Манчестере.
В 2003 году победил на центральноамериканском и карибском чемпионате в Сент-Джорджесе, стал бронзовым призёром на чемпионате мира в Париже.
Благодаря череде успешных выступлений в 2004 году удостоился права защищать честь страны на летних Олимпийских играх в Афинах — на предварительном квалификационном этапе прыгнул тройным на 16,35 метра, чего оказалось недостаточно для выхода в финал.
На чемпионате мира 2005 года в Хельсинки соревновался в обеих дисциплинах, в тройном прыжке показал четвёртый результат. Помимо этого, был лучшим в прыжках в длину на домашнем чемпионате Центральной Америки и Карибского бассейна в Нассау.
В 2006 году был заявлен на чемпионат мира в помещении в Москве, однако незадолго до этого провалил допинг-тест — проба показала наличие запрещённого вещества левометамфетамина. В итоге Сэндса отстранили от участия в соревнованиях с марта по сентябрь, и часть его результатов в этом сезоне была аннулирована.
По окончании срока дисквалификации в 2007 году Ливан Сэндс возобновил спортивную карьеру. Так, он занял шестое место на Панамериканских играх в Рио-де-Жанейро, стартовал на чемпионате мира в Осаке.
В 2008 году на Олимпийских играх в Пекине с ныне действующим национальным рекордом Багамских Островов 17,59 завоевал в программе тройного прыжка бронзовую награду, уступив в финале только португальцу Нелсону Эворе и британцу Филлипсу Идову. Являлся знаменосцем багамской делегации на церемонии закрытия Игр.
На чемпионате мира 2009 года в Берлине стал в тройном прыжке четвёртым.
В 2010 году отметился победой в тройном прыжке на Центральноамериканских и Карибских играх в Маягуэсе.
В 2011 году в той же дисциплине был седьмым на чемпионате мира в Тэгу.
Принимал участие в Олимпийских играх 2012 года в Лондоне — в финале тройного прыжка с результатом 17,19 занял пятое место.
В 2014 году участвовал в Играх Содружества в Глазго, в финал не вышел.
В 2015 году закрыл десятку сильнейших на чемпионате мира в Пекине.
На Олимпийских играх 2016 года в Рио-де-Жанейро в зачёте тройного прыжка с результатом 16,53 выйти в финал не смог. Вновь являлся знаменосцем сборной Багамских Островов на церемонии закрытия Игр.
Впоследствии ещё в течение нескольких лет успешно выступал на различных коммерческих турнирах, преимущественно на территории США.
Его двоюродный брат Шамар Сэндс добился успеха в барьерном беге, участвовал в двух Олимпийских играх.